# Франк Табану
Франк Табану (фр. Franck Tabanou, нар. 30 січня 1989, Тьє) — французький футболіст, півзахисник клубу «Свонсі Сіті».
Виступав, зокрема, за «Тулузу», «Сент-Етьєн», а також молодіжну збірну Франції.

## Кар'єра

### Клубна
Франк Табану починав займатися футболом у клубі «Шуазі-ле-Руа». 2002 року гравець опинився в системі підготовки футбольного клубу «Гавр», з 2005 по 2006 рік займався в Паризькому центрі підготовки футболістів. З 2006 року грав за молодіжні команди «Тулузи».
В першій команді «Тулузи» дебютував 2 травня 2009 року в матчі Ліги 1 проти марсельського «Олімпіка», замінивши Муссу Сіссоко за 10 хвилин до кінця зустрічі.
До закінчення сезону Табану ще чотири рази зіграв у матчах чемпіонату.
17 вересня 2009 року Франк Табану зіграв перший матч в Лізі Європи проти белградського «Партизана». У матчі з «Валансьєном», який відбувся 16 січня 2010 року, півзахисник забив перші голи у своїй професійній кар'єрі, використавши 2 передачі Андре-П'єр Жиньяка.
У «Тулузі» Табану грав до закінчення сезону 2012/13 і провів за команду в різних турнірах 153 матчі та забив 16 голів.
Влітку 2013 року півзахисник перейшов в «Сент-Етьєн». Вперше зіграв за нову команду 1 серпня 2013 року у відбірковому матчі Ліги Європи проти молдавського клубу «Мілсамі»
.
Також в матчі Ліги Європи Табану забив та перший гол за «Сент-Етьєн» в матчі першого раунду проти «Есб'єрга». За два сезони встиг відіграти за команду з Сент-Етьєна 65 матчів в національному чемпіонаті.
У червні 2015 року перейшов до представника англійської Прем'єр-ліги «Свонсі Сіті» за 3,5 мільйони євро.

### У збірній
2009 року Франк Табану грав за збірну Франції для гравців до 20 років. З 2009 по 2010 рік півзахисник виступав за молодіжну збірну, дебютувавши 9 жовтня 2009 року в відбірковому матчі до чемпіонату Європи 2011 року з командою Мальти..
Всього Табану зіграв 12 матчів за молодіжну збірну Франції.